# Edward Brophy
Edward Brophy (New York, 1895. február 27. – Pacific Palisades, 1960. május 27.) amerikai színész, hangmérnök, komikus, rendező. 
Timothy szinkronhangja volt az 1941-es Dumbo című animációs Disney-filmben. Filmjeiben főként kopaszodó feje és komikus alakítása miatt gengszterként szerepelt.

## Karrierje
Egészen 1928-ig csak pár kisebb filmszerepet tudhatott a háta mögött, amikor lehetőséget kapott Buster Keaton A filmoperatőr című komédiájában, melyben volt egy emlékezetes jelenete Keatonnel egy fürdő öltözőkabinjában. A jelenet ugyan rövid volt, de Brophynak arra mégis elég, hogy felhívja magára a figyelmet, és ezután több és jobb szerepeket kapott. Hosszú és termékeny pályafutását a Metro-Goldwyn-Mayernél töltötte.
Emlékezetes alakításai közé tartozik a főszereplő bokszoló hűséges menedzsere A bajnokban (1931), Rollo testvér a Tod Browning rendezte a Szörnyszülöttek (1932) című horrorban vagy Joe Morelli A cingár férfiből. Legtöbben talán mégis a Dumbóból emlékezhetnek rá, ahol az egérnek, Timothynak kölcsönözte a hangját.

## Fontosabb filmjei
- 1945 - Csuda pasi (Wonder Man) - Torso
- 1945 - A cingár férfi hazamegy (The Thin Man Goes Home) - Brogan
- 1944 - Holnap történt (It Happened Tomorrow) - Jake Shomberg
- 1943 - Amerikai sas (Air Force) - J. J. Callahan őrmester
- 1942 - Broadway - Porky
- 1941 - Dumbo - Timothy (hang)
- 1935 - Bolond szerelem (Mad Love) - Rollo, a késdobáló
- 1935 - Egész város erről beszél (The Whole Town's Talking) - Martin
- 1934 - Evelyn Prentice - Eddie Delaney
- 1934 - A cingár férfi (The Thin Man) - Joe Morelli
- 1933 - Hogyhogy nincs sör?! (What! No Beer?) - Spike Moran
- 1932 - Szörnyszülöttek (Freaks) - Rollo testvér
- 1931 - A bajnok (The Champ) - Tim
- 1928 - A filmoperatőr (The Cameraman) - Férfi a fürdőben

## Fordítás
- Ez a szócikk részben vagy egészben  az   Edward_Brophy című angol Wikipédia-szócikk fordításán alapul.  Az eredeti cikk szerkesztőit annak laptörténete sorolja fel. Ez a jelzés csupán a megfogalmazás eredetét és a szerzői jogokat jelzi, nem szolgál a cikkben szereplő információk forrásmegjelöléseként.